# بنك أبوظبي الأول (ليبيا)
بنك أبوظبي الأول (بالإنجليزية: First Abu Dhabi Bank)، المعروف سابقًا في ليبيا باسم مصرف الخليج الأول، هو فرع لأحد أكبر البنوك في الإمارات العربية المتحدة ويعمل في السوق الليبي. يقدم المصرف خدماته بشكل أساسي لقطاع الشركات والمؤسسات، مع التركيز على تمويل التجارة، وإدارة النقد، والخدمات المصرفية الاستثمارية.

## التاريخ والتأسيس
بدأ المصرف عملياته في ليبيا في عام 2007 تحت اسم مصرف الخليج الأول، حيث حصل على ترخيص من مصرف ليبيا المركزي لتقديم الخدمات المصرفية.
في عام 2017، شهدت الساحة المصرفية الإماراتية عملية اندماج ضخمة بين بنك الخليج الأول وبنك أبوظبي الوطني، مما أدى إلى إنشاء كيان مصرفي جديد وعملاق تحت اسم بنك أبوظبي الأول (FAB). نتيجة لهذا الاندماج، تم تغيير العلامة التجارية لفرع المصرف في ليبيا ليعمل تحت الهوية الجديدة.

## وصلات خارجية
- الموقع الرسمي